# Ashbel
Ashbel est un fils de Benjamin fils de Jacob et de Rachel. Ses descendants s'appellent les Ashbélites.

## Ashbel et ses frères
Ashbel a pour frères Béla, Béker, Guéra, Naamân, Éhi, Rosh, Mouppim, Houppim et Ard.

## Ashbel en Égypte
Ashbel part avec son père Benjamin et son grand-père Jacob pour s'installer en Égypte au pays de Goshen dans le delta du Nil.
La famille des Ashbélites dont l'ancêtre est Ashbel sort du pays d'Égypte avec Moïse,.